# Birgit Dressel
Birgit Dressel (Bremen, 4 mei 1960–10 april 1987, Mainz) was een atleet uit Duitsland.
Op de Olympische Zomerspelen van Los Angeles in 1984 nam Dressel voor West-Duitsland deel aan het onderdeel zevenkamp. Ze eindigde als negende.
In 1987 overleed Dressel onverwacht bij een medische ingreep. Het bleek dat Dressel doping gebruikte, en voor haar dood 120 medicamenten had ingenomen.
- World Athletics: 14354663
- International Standard Name Identifier: 0000 0003 9009 8197
- Nederlandse Thesaurus van Auteursnamen: 187559791
- Virtual International Authority File: 283644537
- WorldCat: E39PBJdmmHPRVR6GbcR7v9VKVC